# 金城坊街
39°55′01″N 116°21′37″E / 39.91704°N 116.3604107°E
金城坊街是位于中国北京市西城区中部的一条街，也是北京金融街中心区的主要道路之一。

## 简介
金城坊街位于金融街中心广场北侧，是北京金融街的绝对中心。金城坊街为东西走向，东部有弯曲，全长627米，东起太平桥大街，西到阜成门南顺城街。金城坊街曾获首都城市环境建设委员会评为2011年环境优美街巷胡同，是北京市“诚信做食品”试点街。
金城坊街于2005年12月开始招商，2006年6月入住，2007年4月26日商家正式营业。金城坊街整体规划为餐饮酒吧特色街。
金城坊街西段，从阜成门南顺城街到金融大街，原是孟端胡同的西段。孟端胡同为东西走向，东到锦什坊街，西到阜成门南顺城街。全长489米，平均宽4米。明朝称孟端胡同，又称孟端家胡同。拆除之前，胡同两侧都是四合院平房，有许多精美的大宅院。1990年代到2000年代拆除。

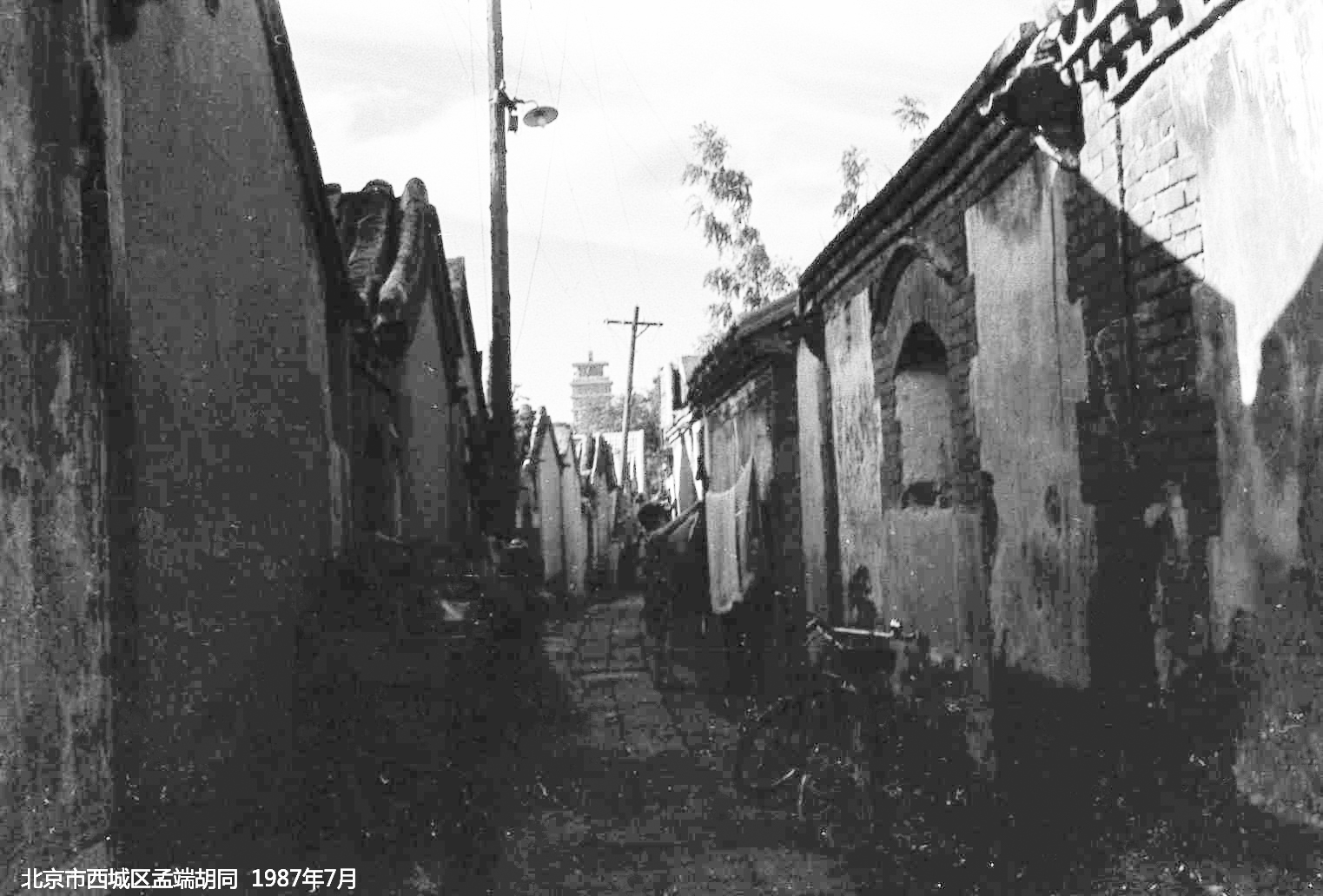
1987年7月的孟端胡同